# Куру (космодром)
5°14′14″ пн. ш. 52°45′38″ зх. д. / 5.2372222222222° пн. ш. 52.760555555556° зх. д.

Мапа Гвіанського космічного центру

Космодром Куру́ (Гвіанський космічний центр, фр. Centre spatial guyanais) — французький космодром, розташований на північному сході Південної Америки, у Французькій Гвіані.

## Загальні дані

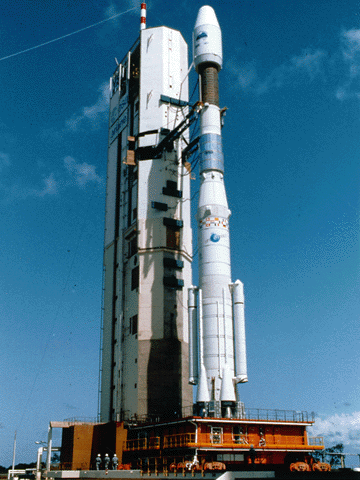
Ракета-носій Аріан-4, запущений з Гвіанського космічного центру 10 серпня 1992 року

Космодром Куру збудований на узбережжі Атлантичного океану, на смузі, приблизно 60 км завдовжки і 20 км завширшки поміж містечок Куру та Саннмарі, на відстані 50 км від столиці Французької Гвіани Каєнни.
Координати, град.: 5,24 північної широти; 52,7683 західної довготи.
Нахили орбіт.: мінімальна — 5°; максимальна — 100°.
Космодром перебуває під юрисдикцією Франції.
Основні пускові майданчики ELA-1, −2, −3 є власністю Європейської космічної агенції. Щорічне утримання космодрому коштує 172 млн дол., що становить близько 24 млн дол. на кожен запуск РН Аріан-5.
Загальна площа космодрому ~ 90 000 га. Обслуговчий персонал — 1400 осіб.

## Історія
1962 року було створено Національний центр космічних досліджень Франції (CNES). Того ж року Алжир отримав незалежність, уклавши з колишньою метрополією Ев'янські угоди, що передбачали поміж іншого відмову французів від місцевих військових баз. Космодром Хаммагір мав бути залишений до 1967-го. За наступні п'ять років необхідно було створити новий.
На розгляд уряду подали 14 пропозицій щодо будування космодрому в різних місцинах світу: у заморських департаментах Франції та в інших державах (наприклад, у Бразилії чи Австралії). З огляду на географічні переваги обрали саме Куру (не останньою була політична стабільність Французької Ґвіани як частини французької території), і тогочасний Прем'єр-міністр Франції, Жорж Помпіду 14 квітня 1964 року підписав указ про створення Ґвіанського космічного центру.
Наступного року з ініціативи Французької космічної аґенції почалося будівництво, у якому на етапі планування працювали 2500 фахівців з одинадцяти країн. Будувались міст та порт у Куру, розширювалась злітно-посадкова смуга міського летовища Рошамбо, розбудовувалась інфраструктура й місто Куру, населення якого на той час становило 660 осіб.
9 квітня 1968 відбувся перший запуск з космодрому: у космос вивели надзвукову ракету Veeronique. Відтак запустили з нього дев'ять ракет «Діамант». Також у 1967-71 Ґвіанський космічний центр брав участь у розробці й тестуванні ракет «Європа» та готував дизайн ракети «Аріан».
1975, коли утворилася Європейська космічна аґенція (ESA), французький уряд запропонував останній використовувати космодром Куру для європейських космічних програм. ESA відтоді поліпшувала космодром власним коштом як свій складник, фінансувавши, зокрема, модернізацію пускових майданчиків Куру під програму космічних ракет-носіїв «Аріан» (нині усі пускові майданчики належать ЄКА).
У грудні 1979 відбувся перший запуск цієї серії — РН Ariane з пускового комплексу ELA-1, який функціонував десять років.

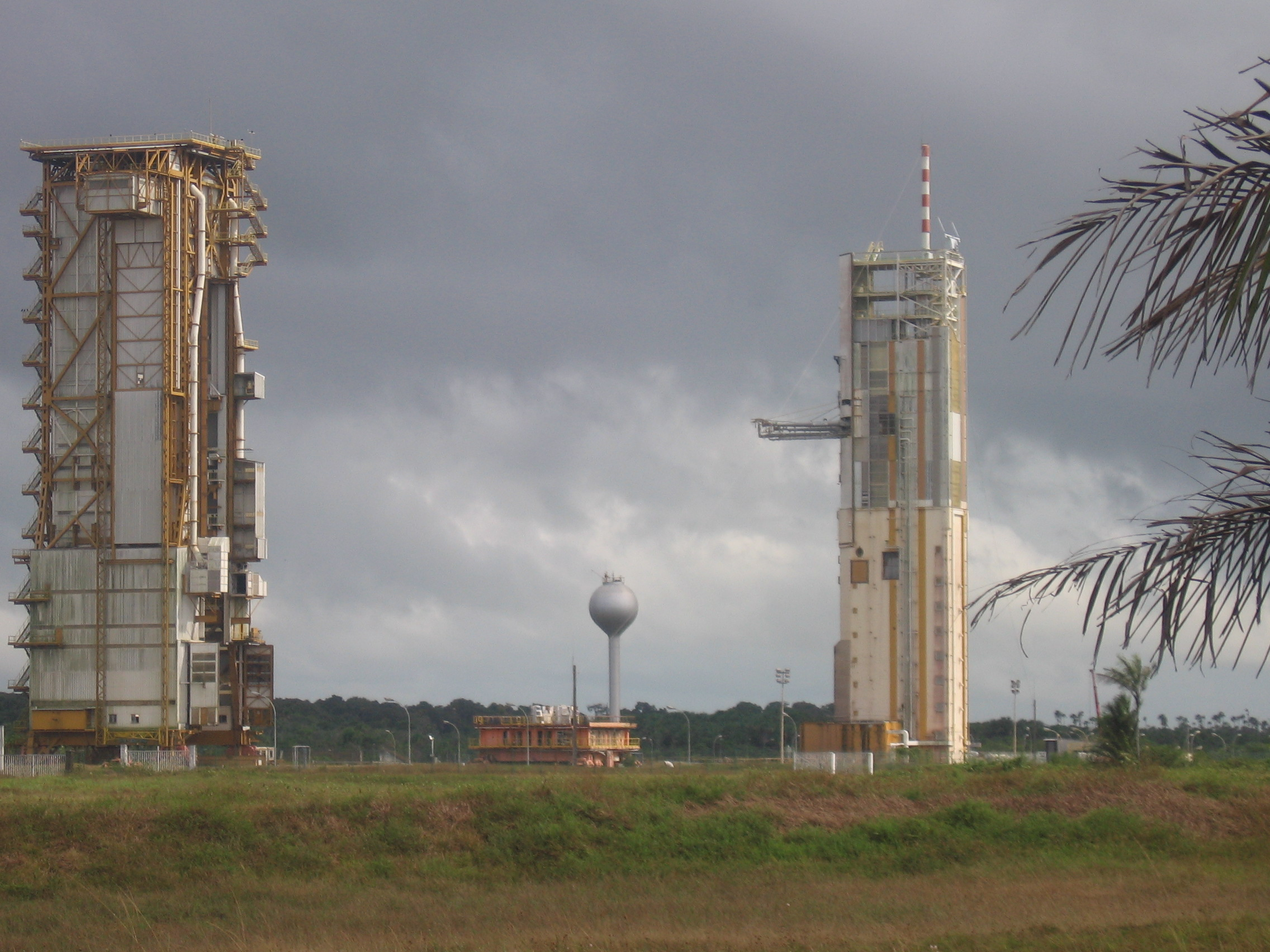
Перебудований пусковий комплекс ELA-2 — l’Ensemble de Lancement Ariane 2. Стартовий майданчик Аріан-4

1985 було створено другий пусковий майданчик ELA-2.
1987 року ESA ухвалило рішення про будівництво нового стартового майданчика ELA-3 для запусків РН ARIANE-5. У грудні 1993 року ESA інвестувало в розвиток космодрому 380 млн дол. протягом трьох років. Угода, укладена з CNES передбачає доступ ESA на космодром до 2000. 1995 було оголошено, що космодром Куру буде відкритий для запусків не лише РН ARIANE, а й інших (неєвропейських) РН (наприклад, для РН Протон, Рокот тощо).
ESA формує дві третини річного бюджету космопорту, що йде на поточне обслуговування польотів і підтримку космодрому на сучасному рівні. Європейська космічна аґенція також фінансує нові проекти на Куру, наприклад, пускові комплекси та промислові підприємства, потрібні для запуску нових носіїв, таких як «VEGA» або для використання «Союзами». У найближчій перспективі передбачене створення пускового комплексу ELA-4 з терміном служби 25 років для запусків РН Ariane-5.
Оскільки Ґвіанський космічний центр є предметом численних суспільних відносин, (головно, при запуску ракети), 11 лютого 2008 космодром відвідав Президент Франції Ніколя Саркозі.
13 січня 2012 закінчилися пошуки стартового майданчика ZVL для ракети-носія «VEGA».

## Зручність космічних запусків
Мала населеність довколишніх теренів з виходом до Атлантичного океану неабияк знижує ризики смерті людей у разі проблем із пусковою установкою. Берегова лінія також дозволяє запускати супутники на полярну орбіту в оптимальних умовах.
Завдяки розташованню на широті 5°3', трохи більш як 500 км на північ від екватора, космодром найбільш придатний для запуску супутників зв'язку. Можливі всі азимути між −10,5 ° запуску (на сонячно-синхронну орбіту) і 93,5° (на геостаціонарну орбіту). Крім того, наближеність до екватора дозволяє вносити мінімальні кореґування в траєкторію польоту ракет.
Носії також виграють від «ефекту пращі»: обертання планети навколо своєї осі надає апаратам, які стартують з майданчика поблизу екватора, додаткову швидкість 460 метрів на секунду (1656 км/год), якщо запуск робиться в східному напрямку (зокрема, це робить запуск на 15% продуктивнішим порівняно з Центром Кеннеді[джерело?], який розташований значно далі від екватора). Ці важливі чинники зберігають паливо та продовжують активне життя супутників.
Вдале географічне розташування уможливлює злітання під кутом 102°, що відкриває широкий вибір місій зі сходу на північ. Фактично, пускові майданчики Куру придатні для більшості запусків у космос. Високий рівень ефективності, безпеки й надійности космодрому приваблює до нього не лише Європейських клієнтів, а й космічні аґенції США, Японії, Канади, Індії, Бразилії та Азербайджану.
Станом на 2014 ЄКА інвестувала більш як 1,6 мільярда євро в поліпшення й розвиток наземної інфраструктури. ESA має всі вигоди для запуску носіїв «Аріан», включно з ангарами, де готують носії та супутники, технічне обладнання для керування запусками, а також завод з виробництва твердого палива.
2007 року на космопорті розпочали роботи з будівництва майданчиків для пуску російських ракет «Союз-2». Запуск першої з них (Союз-СТБ) відбувся 21 жовтня 2011 року. Другу ракету цієї серії (СОЮЗ-СТА) вивели на орбіту 17 грудня 2011-го. Останній запуск (Союз-СТБ) здійснили 19 грудня 2013 року.

## Основні об'єкти

### Пускові комплекси
ELV (CECLES/ELA-1) — РН легкого класу «VEGA»
ELA-2 — РН середнього класу Аріан-4 (використання завершене 2003 року)
ELA-3 — РН важкого класу Аріан-5
ELS/(фр. Ensemble de Lancement Soyouz) — РН середнього класу «Союз-2»

### Допоміжні об'єкти
- Завод із виробництва рідкого кисню.
- Завод із виробництва рідкого водню.
- Завод із виробництва твердого палива для РН «Аріан 5»
- Будівля підготовки ракет-носіїв.
- Будівля заключного збирання.
- Технічний центр

## Безпека
Важливою статтею витрат на забезпечення функціонування космодрому є його безпека. Французька Ґвіана малонаселена. Понад 90% її теренів вкрито екваторіальними лісами. Окрім того, ця місцевість зовсім позбавлена ризику ураганів і землетрусів.
Ґвіанський космічний центр цілодобово охороняється військовими. Центр військового контролю Куру, база 367 Каєнна-Рошамбо (фр. Base aérienne 367 Cayenne-Rochambeau), що підпорядковується ВПС Франції, донедавна був оснащений радаром «Кентавр» із радіусом дії 200 км. 2011 року його замінили новим — з радіусом дії 500 км.
Навколо космодрому чергують мобільні загони поліції. Також спеціально, задля убезпечення космодрому, тут розквартирований 3-й піхотний полк Французького іноземного леґіону. Є бригада пожежників.

## Деякі запуски

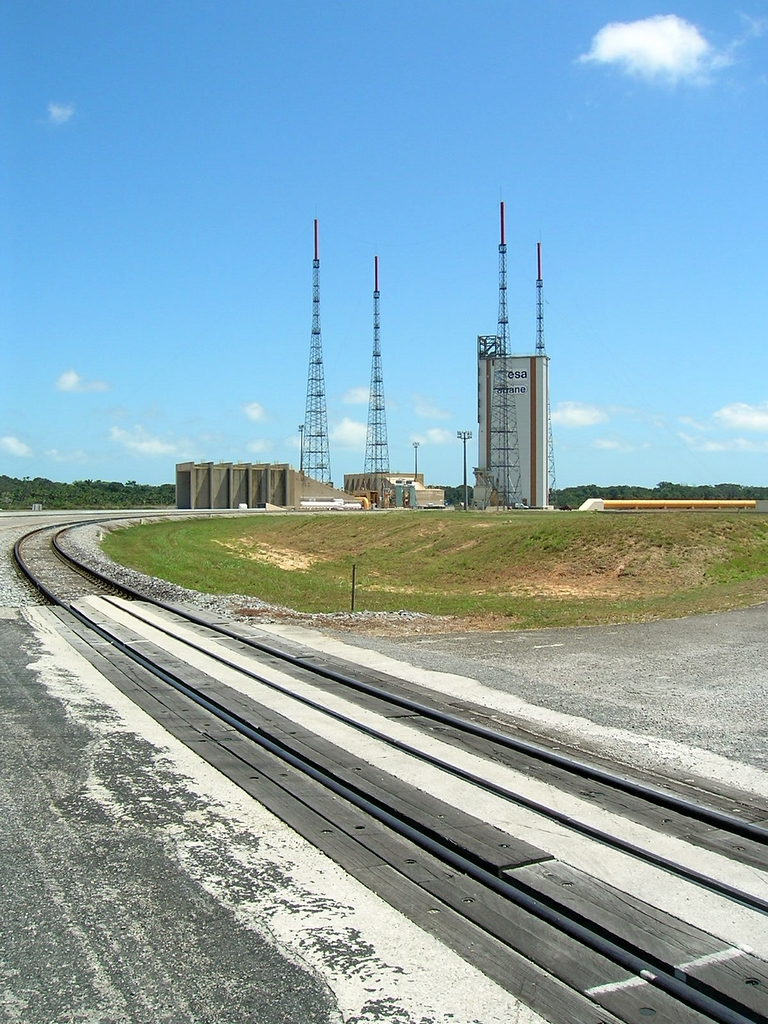
Майданчик запуску Ariane 5. Чотири вежі-громовідводи.

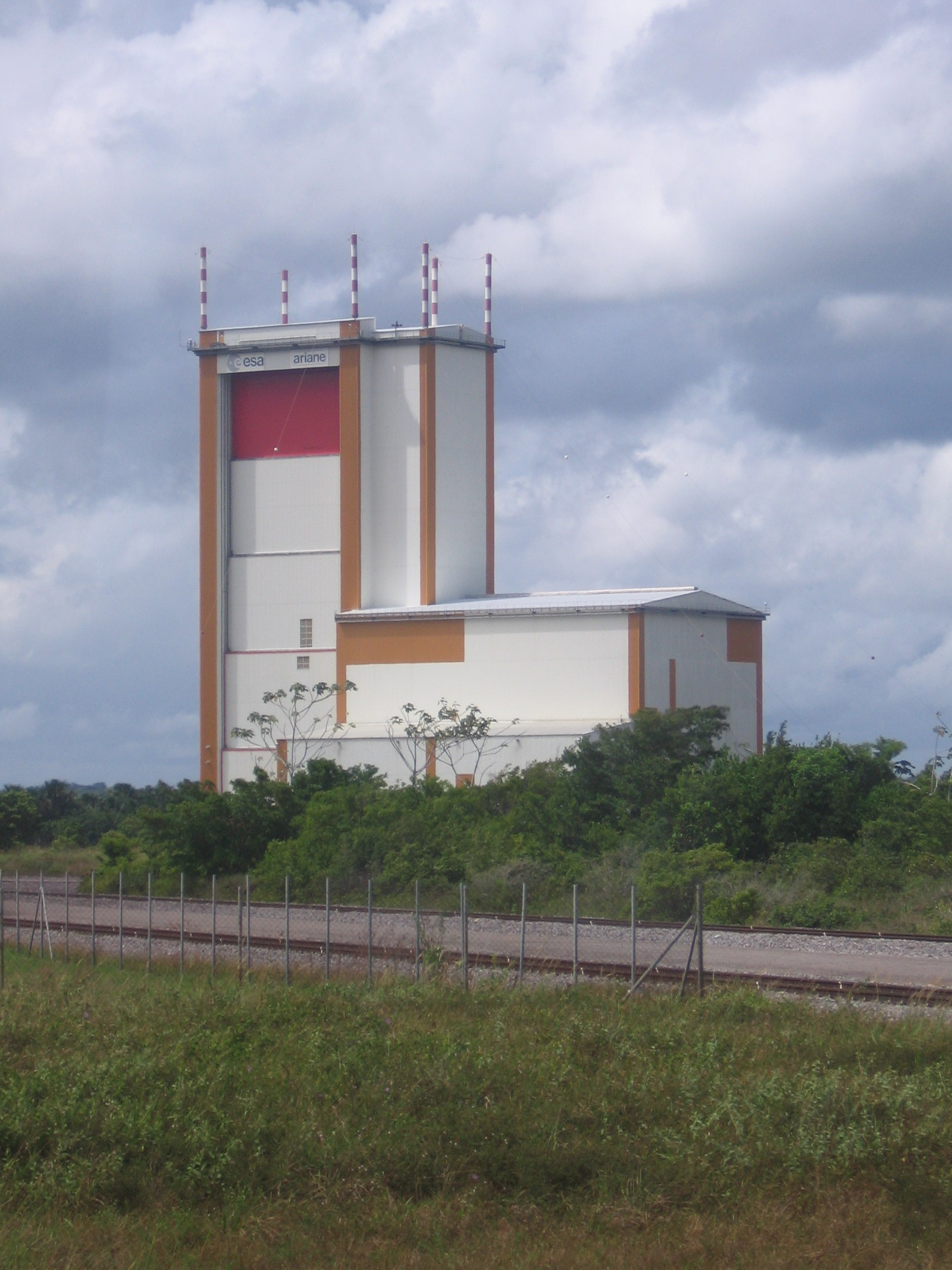
Заключний етап будівництва ангара Ariane 5.

- 2 березня 2004 — запуск місії Розетта до комети Чурюмова-Герасименко (англ. 67P/Churyumov-Gerasimenko).
- 5 жовтня 2007 — ракета-носій Ariane 5 GS вивела на орбіту супутники Intelsat 11 та Optus D2.
- О 21:42 за Ґрінвічем 22 грудня 2007 європейська ракета-носій Ariane 5 доправила на орбіту перший в історії африканський супутник.
- 9 березня 2008 Ariane 5 вивела на орбіту ATV (Automated Transfer Vehicle) Jules Verne «Жюль Верн».
- 18 квітня 2008 Ariane 5 вивела на орбіту Vinasat-1 — перший в'єтнамський супутник.
- 14 серпня 2008 Ariane 5 вивела на орбіту супутники Superbird 7 для японської компанії Mitsubishi Electric Corporation та AMC-21 для компанії SES Americom.
- 20 грудня 2008 Ariane 5 вивела на орбіту супутники HOT BIRD™ 9 и W2M для компанії Eutelsat.
- 14 травня 2009 Ariane 5 вивела на орбіту астрономічні супутники Гершель та Планк.
- 1 липня 2009 Ariane 5 вивела на орбіту TerreStar 1, найважчий (на час запуску) комерційний телекомунікаційний супутник.
- 21 жовтня 2011 ракета-носій «Союз-СТБ» вивела на орбіту два супутники для європейської супутникової навігаційної системи Galileo — «Тііс» і «Наталія». Два космічні апарати відокремилися від розгінного блока «Фрегат-МТ», й були виведені на кругову навколоземну орбіту на висоті 23,2 тисячі кілометрів і нахилом 54,7 градуса.
- 17 грудня 2011 ракета-носій Союз-СТ вивела на орбіту 6 супутників — Pléiades-1 «подвійного призначення» для оптичної розвідки, чотири військові мікросупутники ELISA для радіоелектронної розвідки, а також чилійський апарат дистанційного зондування Землі SSOT.
- У ніч з 7 на 8 лютого 2013 Ariane-5 вивела на орбіту перший азербайджанський супутник AzerSat-1
- 25 червня 2013 російська ракета-носій «Союз-СТБ» стартувала з космодрому Куру з чотирма телекомунікаційними супутниками британської O3b Networks
- 19 грудня 2013 російська ракета-носій «Союз-СТБ» вивела на орбіту космічний телескоп Європейської космічної аґенції «Gaia»